# Cosroes y Shirin

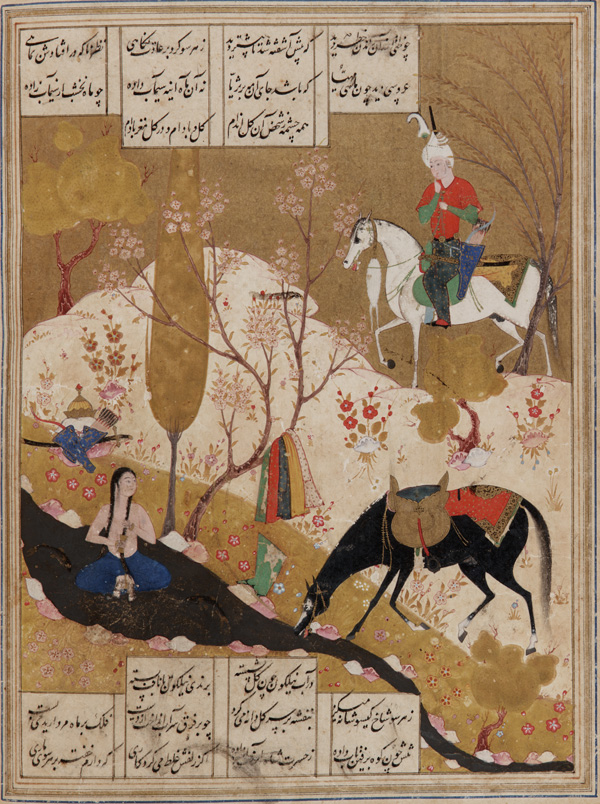
Cosroes descubre a Shirin bañándose..

Cosroes y Shirin, también deletrado Khosrow y Shirin (Persa: خسرو و شیرین), es el título de una famosa historia trágica de amor escrita en persa por Nezamí Ganyaví (1141-1209). Cuenta una versión ficticia de la relación romántica entre el emperador sasánida Cosroes II y la princesa  armenia o aramea Shirin, quién se convertiría en su reina. La narrativa procede de una historia de amor persa que ya era bien conocida en su tiempo.
Variantes de la historia también fueron contadas bajo los títulos de Farhad y Shirin o Hüsrev y Şirin.

## Argumento
La versión de Nezamí comienza dando cuenta del nacimiento de Cosroes y su educación, para luego pasar a la celebración que hace él mismo de un banquete en la casa de un granjero; esto causa la furia de su padre, Hormizd IV emperador sasánida. El joven pide sinceras disculpas a su padre y este decide otorgarle el perdón. Esa misma noche Cosroes recibe una visita en sueños de su abuelo Anushiravān quién le otorga visiones de una esposa llamada Shirin, un corcel llamado Shabdiz, un músico llamado Barbad y un gran reino que es Persia.

Shapur, pintor cortesano cercano a Cosroes, le cuenta a su amigo sobre la reina armenia Mahin Banu y su sobrina la princesa Shirin, a esta última la describe como una gran belleza; al oír esto el príncipe se enamora de la misma. Shapur parte entonces con dirección a Armenia en búsqueda de la princesa. Una vez en Armenia, Shapur le presenta a la princesa un retrato de Cosroes, haciendo que la joven se enamore del príncipe. La princesa parte entonces con dirección a la ciudad de Madain para reunirse con su amado, mientras tanto Cosroes parte en la dirección opuesta hacia Armenia.

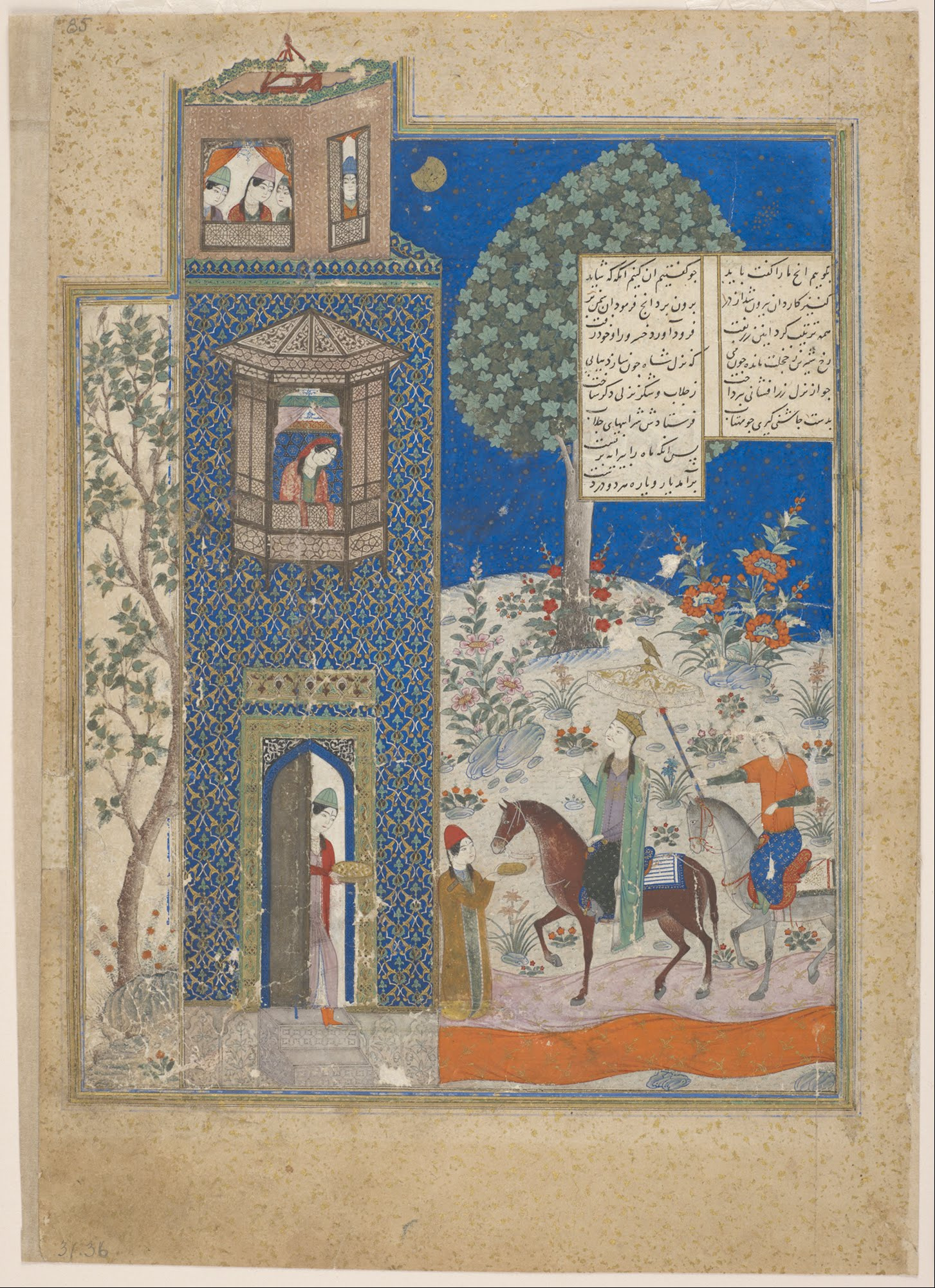
Cosroes llega al castillo de Shirin. Manuscrito de Nezamí Ganyaví.

En su camino los jóvenes cruzan sus caminos mientras Shirin se está bañando desnuda; sus miradas se cruzan pero puesto que Shirin se encontraba desvestida y Cosroes iba vestido de siervo, no se reconocen. El príncipe llega finalmente a Armenia y es recibido por Shamira, reina de Armenia, ahí descubre que su amada se encuentra Madain. Nuevamente Shapur es enviado en la búsqueda de Shirin, pero cuando Shirin finalmente vuelve a Armenia, Cosroes ya ha partido hacia Madain por consecuencia de la muerte de su padre. Los dos enamorados siguen yendo a lugares opuestos hasta que Cosroes es derrocado por un general llamado Bahram Chubin y escapa a Armenia.
En Armenia la pareja finalmente se reúne, sin embargo a pesar de amarlo Shirin se niega a casarse con Cosroes hasta que este haya reclamado su trono. Así que Cosroes deja a su amada atrás y parte hacia Constantinopla para conseguir el apoyo del emperador bizantino. El emperador está dispuesto a dar apoyo en la guerra contra Bahram Choobin, pero solo con la condición de que este despose a su hija María y de que no tome ninguna otra esposa mientras María aún viva. La campaña contra el general usurpador es exitosa y Cosroes recupera su trono, pero ahora es imposible para el reunirse con su amada debido a los celos de su nueva esposa.
Mientras tanto un escultor llamado Farhad se enamora de Shirin y se convierte en su pretendiente. Incapaz de soportar a Farhad, Cosroes lo exilia a Behistún con la imposible tarea de esculpir escalones en los acantilados de la montaña. Farhad se dedica a su tarea con la esperanza de poder casarse algún día con Shirin, sin embargo Cosroes le envía una carta haciéndole creer que Shirin ha muerto; devastado el escultor se lanza desde un acantilado y muere. Cosroes escribe una nueva carta lamentándose sarcásticamente por la muerte de Farhad. Poco después María muere, de acuerdo a Ferdousí, envenenada por la misma Shirin. Una nueva carta satírica de condolencias es enviada, esta vez de Shirin a Cosroes.
Cosroes, antes de proponerle matrimonio a Shirin, intenta acostarse con otra mujer llama Shekar en Isfahán, lo cual retrasa la reunión de los amados. Cuando Cosroes llega finalmente al castillo de Shirin esta lo rechaza por estar borracho y por su encuentro con Shekar. Miserable y rechazado Cosroes regresa a su palacio.
Eventualmente Shirin accede a casarse con Cosroes. Sin embargo la unión no durará mucho puesto que Shiroyeh, hijo de Cosroes y María, también se ha enamorado de Shirin; en un ataque de celos Shiroyeh mata a su padre y da la orden a Shirin de que en una semana deberá casarse con él. Desconsolada y decidida a no casarse con Shiroyeh, Shirin decide suicidarse; es enterrada en la misma tumba que su amado Cosroes.

## Influencia

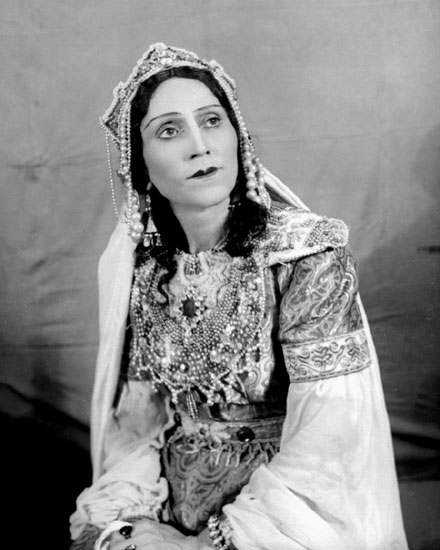
La actriz Marziyya Davudova como Shirin en una adaptación cinematográfica soviética de la historia.

De acuerdo a la Encyclopædia Iranica la influencia de la leyenda no se encuentra limitada a la literatura, sino que permea en toda la cultura persa, incluyendo el folclore y las bellas artes. El báculo de Farhad supuestamente creció  en un árbol con propiedades medicinales y existen lamentos populares por Farhad, especialmente entre los kurdos.
En 2011, los censores del gobierno iraní denegaron el permiso para la publicación de una nueva edición del centenario poema. Aunque el Ministerio de Cultura y Orientación Islámica no dio explicación sobre el porqué de la censura, se reportó que el gobierno de la república islámica se encuentra preocupado por los actos "indecentes" de la heroína Shirin al recibir a su esposo.
La novela de Orhan Pamuk de 1998, Me llamo Rojo, se centra alrededor del romance de dos personajes, Kara y Şeküre, en una trama que referencia la historia de Cosroes y Shirin, la cual es relatada en el libro. La novela usa el nombre turco de Cosroes, Hüsrev.